# Manfred Bockenfeld
Manfred Bockenfeld est un footballeur allemand né le 23 juillet 1960 à Oeding, en Rhénanie-du-Nord-Westphalie.

## Carrière
- 1978-1981 : FC Bocholt  Allemagne
- 1981-1987 : Fortuna Düsseldorf  Allemagne
- 1987-1989 : Waldhof Mannheim  Allemagne
- 1989-1994 : Werder Brême  Allemagne
- 1994-1997 : FC Bocholt  Allemagne[1]

## Palmarès
- 1 sélection et 0 but avec l'équipe d'Allemagne en 1984
- Vainqueur de la Coupe des vainqueurs de Coupes en 1992 avec le Werder Brême
- Champion d'Allemagne en 1993 avec le Werder Brême
- Vainqueur de la Supercoupe d'Allemagne en 1993 avec le Werder Brême